# Alioune Sène (homme politique)
Pour les articles homonymes, voir Alioune Sène et Sène.
Alioune Sène (né le 16 janvier 1932 à Fatick, mort le 21 avril 2005 à Dakar) est un homme politique sénégalais, qui exerça la fonction de ministre de la Culture de 1970 à 1978. Parallèlement, il a été Maire de la commune de Fatick de 1970 à 1974. 

## Biographie

### Enfance, formation et débuts
Alioune Sène est diplômé d'études supérieures de sciences politiques, 

### Carrière
Alioune Sène a été chargé de mission à la présidence du Conseil de 1960 à 1961, chargé de mission à la présidence de la République de 1961 à 1962, directeur adjoint au cabinet du Président Léopold Sédar Senghor de 1962 à 1963, ambassadeur du Sénégal en République démocratique du Congo de 1963 à 1964 et en Égypte de 1964 à 1968, avant de retourner au cabinet du président de la République en qualité de directeur. Il est entré au gouvernement d'Abdou Diouf en décembre 1969, au poste de secrétaire d'Etat à l'Information.
Sous la présidence d'Abdou Diouf (1981-2000), Alioune Sène a poursuivi sa carrière diplomatique et politique, notamment en tant que ambassadeur en Suisse et Représentant permanent du Sénégal auprès de l'Office des Nations Unies à Genève.
En 1983-1984, il fut membre de la Commission Maitland pour le développement mondial des télécommunications (UIT).
Il meurt le 21 avril 2005 des suites d'une crise cardiaque.